# Arrow (misil)
Arrow (en hebreo: חץ, pronunciado [χets]) es una familia de misiles antibalísticos diseñados para cumplir con un requisito israelí de un sistema de misiles de defensa que sería más efectivo contra misiles balísticos que los misiles MIM-104 Patriot, cofinanciado y producido por Israel y Estados Unidos.

## Historia
El desarrollo del sistema comenzó en 1986 y ha continuado desde entonces, generando algunas críticas. Realizado por Israel Aerospace Industries (IAI) y por Boeing, está supervisado por el Ministerio de Defensa de Israel y por la Agencia de Defensa Antimisiles de los Estados Unidos (MDA). El sistema Arrow consiste en la producción conjunta del interceptor antimisiles hipersónico Arrow, el radar de alerta temprana AESA ELTA Systems EL/M-2080 Green Pine, el centro T4iran Telecom C4ISTAR y el centro de control de lanzamiento de Israel Aerospace Industries. El sistema es transportable y se puede trasladar a otros lugares preparados. Después de la construcción y prueba del demostrador de tecnología Arrow 1, la producción y la implementación comenzaron con la versión Arrow 2 del misil. Arrow se considera uno de los programas de defensa antimisiles más avanzados que existen en la actualidad. Es el primer sistema operativo de defensa antimisiles diseñado y construido específicamente para interceptar y destruir misiles balísticos. 
El Arrow 3 está programado para un futuro próximo. La primera batería del Arrow estuvo en pleno funcionamiento en octubre de 2000. Aunque varios de sus componentes se han exportado, el Mando de Defensa Aérea Israelí, una unidad dentro de la Fuerza Aérea Israelí, que forma parte de las Fuerzas de Defensa de Israel (FDI), es actualmente el único usuario del sistema Arrow completo. El programa Arrow se lanzó teniendo en cuenta la adquisición por los estados árabes de misiles tierra-tierra de largo alcance. Se eligió sobre el sistema de defensa AB-10 de Rafael Advanced Defense Systems, ya que el Arrow se consideró un concepto más completo y con mayor alcance. El sistema AB-10 fue criticado simplemente como un MIM-23 Hawk modernizado, en lugar de un sistema diseñado desde el principio para interceptar misiles enemigos.